# Pithoragarh
Pithoragarh là một thành phố và là nơi đặt ban đô thị (municipal board) của quận Pithoragarh thuộc bang Uttaranchal, Ấn Độ.

## Nhân khẩu
Theo điều tra dân số năm 2001 của Ấn Độ, Pithoragarh có dân số 41.157 người. Phái nam chiếm 54% tổng số dân và phái nữ chiếm 46%. Pithoragarh có tỷ lệ 81% biết đọc biết viết, cao hơn tỷ lệ trung bình toàn quốc là 59,5%: tỷ lệ cho phái nam là 84%, và tỷ lệ cho phái nữ là 78%. Tại Pithoragarh, 12% dân số nhỏ hơn 6 tuổi.